# Крокодил на Мореле
Крокодил на Мореле (Crocodylus moreletii) или централноамерикански крокодил е един от видовете от семейство крокодили. Наречен е така по името на френския биолог Мореле, който открива този вид през 1850 г. по време на своя експедиция в Белиз.

## Ареал
Крокодилът на Мореле обитава сладководни басейни. Разпространен е в езерата, блатата и реките на Централна Америка. Среща се в най-южните части на Мексико и в Белиз, Гватемала, Хондурас, Никарагуа, Коста Рика, Ел Салвадор и Панама.

## Развитие
Женските крокодили от този вид снасят обикновено между 30 и 50 яйца. Интересно е гнездото – то е доста обширно, като е почти кръгло и е с диаметър над 3 метра. Майката го охранява в продължение на 80 дни, след които се излюпят малките. В уста женската ги пренася до водата и бди над тях през първите седмици, след което те стават самостоятелни.
Възрастните крокодили на Мореле достигат дължина 4 метра, но се срещат и индивиди, дълги над 5 метра. Плячка на тези влечуги стават риби, птици, земноводни, влечуги, маймуни, елени, глигани и др. Сравнително рядко напада хора, но може да го направи, ако е гладен или когато територията му бъде нарушена.

## Популация
Няма точна статистика за броя на този вид крокодили, но се счита, че наброяват около 20000. Поради ценната си кожа са били често преследвани от бракониери, което е намалило броя им значително, но е с тенденция на възстановяване поради успешната дейност на природозащитните организации. Има лоша слава (макар броят на хората, убити от влечугите да е неясен) и това е породено от все по-настъпателното навлизане на жителите в ареала на крокодилите, причина за което е бързо растящото население на региона.